# Ikejime
Ikejime (活け締め?) o Ikijime (活き締め?) es un método de sacrificio del pescado que reduce el sufrimiento del animal y ayuda a mantener la calidad de su carne.

Ikejime

La técnica procede de Japón. Consiste en la inserción de una púa de forma rápida y directa en el romboencéfalo del animal, normalmente ubicado detrás y por encima del ojo, causando la muerte cerebral inmediata. Cuando este proceso se hace correctamente, el animal se agita momentáneamente y a continuación se detiene todo movimiento. A continuación, se destruye la médula espinal introduciendo un alambre flexible en el canal medular. Normalmente, también se facilita el desangrado rápido del animal con distintos cortes según la especie y el tamaño. El cadáver se refrigera inmediatamente mientras se desangra para garantizar la buena conservación.
La destrucción del cerebro y la médula espinal del animal evitan los movimientos reflejos y dejan el cuerpo inmóvil. El proceso es muy rápido y por tanto más compasivo que la muerte del animal que se produce con la pesca habitual, en la que los animales mueren por asfixia fuera del agua, donde no pueden respirar, y tardan varios minutos en morir. Cualquier movimiento muscular durante la asfixia consumiría el adenosín trifosfato (ATP) de los músculos, produciendo ácido láctico y amoniaco, y dando un sabor amargo y textura menos agradable al pescado. Además, el desangrado otorga a los filetes mejor color y sabor, retrasa la fecha de caducidad del alimento y favorece la aparición de umami al facilitar el desarrollo de ácido inosínico.
El pescado sacrificado mediante Ikejime tiene gran interés para los restaurantes, porque también permite una maduración más larga del producto que desarrolla más umami y sabores más complejos.
Este método se considera el más rápido y compasivo para el sacrificio del pescado. 
Otra técnica descrita en la guía de la APEC para el envío aéreo de pescados y mariscos se describe como sigue: "se hace un corte hacia la parte delantera del pez plano, cortando la arteria principal y la médula espinal. La colocación del corte se hace para preservar la mayor cantidad de carne de pescado plano. Esto paraliza al pez plano. Se hace un segundo corte en la cola para acelerar la eliminación de la sangre. Los peces planos se enfrían lentamente para mantener la circulación y facilitar el proceso de sangrado. Después de que los peces planos han sido sangrados, se transfieren a una mezcla de agua salada y helada y se refrigeran a 12 °C.".
Se ha empleado la técnica Ikejime con éxito en las industrias del atún y del jurel o seriola, de forma manual, y también de forma limitada en la pesca deportiva. 